# Moor End Castle
Moor End Castle, auch Moreende Castle, ist eine Burgruine gegenüber den Moor End Farm an der Moor End Road’ beim Dorf Yardley Gobion in der englischen Unitary Authority West Northamptonshire.
Die Burg wurde 1347 geschaffen, als Thomas de Ferrers die königliche Erlaubnis zur Befestigung seines Hauses in Moor End (engl.: Licence to Crenellate) erhielt. Spätere Eigentümer verkauften sie 1363 an die Krone.
König Eduard III. besuchte Moor End Castle in den 1360er-Jahren regelmäßig; er ließ ein königliches Gemach und eine königliche Kapelle bauen und das verfallene Torhaus neu errichten.
Über die folgenden beiden Jahrhunderte ging die Burg durch eine Reihe königlicher und gemeiner Hände, verfiel dann aber um 1580. In diesem Jahr wurde sie als „vollkommen verfallen, [sodass] kein Stück Holz und kein Stein übrigblieb“. 1650 und 1728 wurde das Gelände als „Castle Yard“ bezeichnet und in den 1830er-Jahren holte ein Pächter von Castle Close über 2000 Meter Steine heraus, als er nach den Fundamenten grub.
In den 1970er-Jahren war der einzige Überrest der Burg ein stark veränderter Burggraben, der von einem Wasserlauf gespeist wurde, der von der Potterspury Lodge durch Moor End ins Dorf Potterspury läuft. Heute ist alles, was übriggeblieben ist, eine bewaldete Insel, die von einem Graben umgeben ist.